# جاي بي سانفورد
جاي بي سانفورد (بالإنجليزية: Jay P. Sanford)‏ هو طبيب عسكري أمريكي، ولد في 27 مايو 1928 في ماديسون في الولايات المتحدة، وتوفي في 23 أكتوبر 1996.